# Jan Henderikse
Jan Henderikse, né le 22 janvier 1937 à Delft, est un artiste néerlandais.

## Biographie
Jan Henderikse naît le 22 janvier 1937 à Delft. Il étudie à l'académie libre de La Haye. En 1960 il cofonde le groupe NUL. De 1959 à 1962 il vit à Cologne et Düsseldorf puis de 1963 à 1967 à Curaçao et en 1968 à New York.
En 2018, le Stedelijk Museum Schiedam inaugure une exposition personnelle de l'artiste intitulée Alles en Niets.